# Baklawa

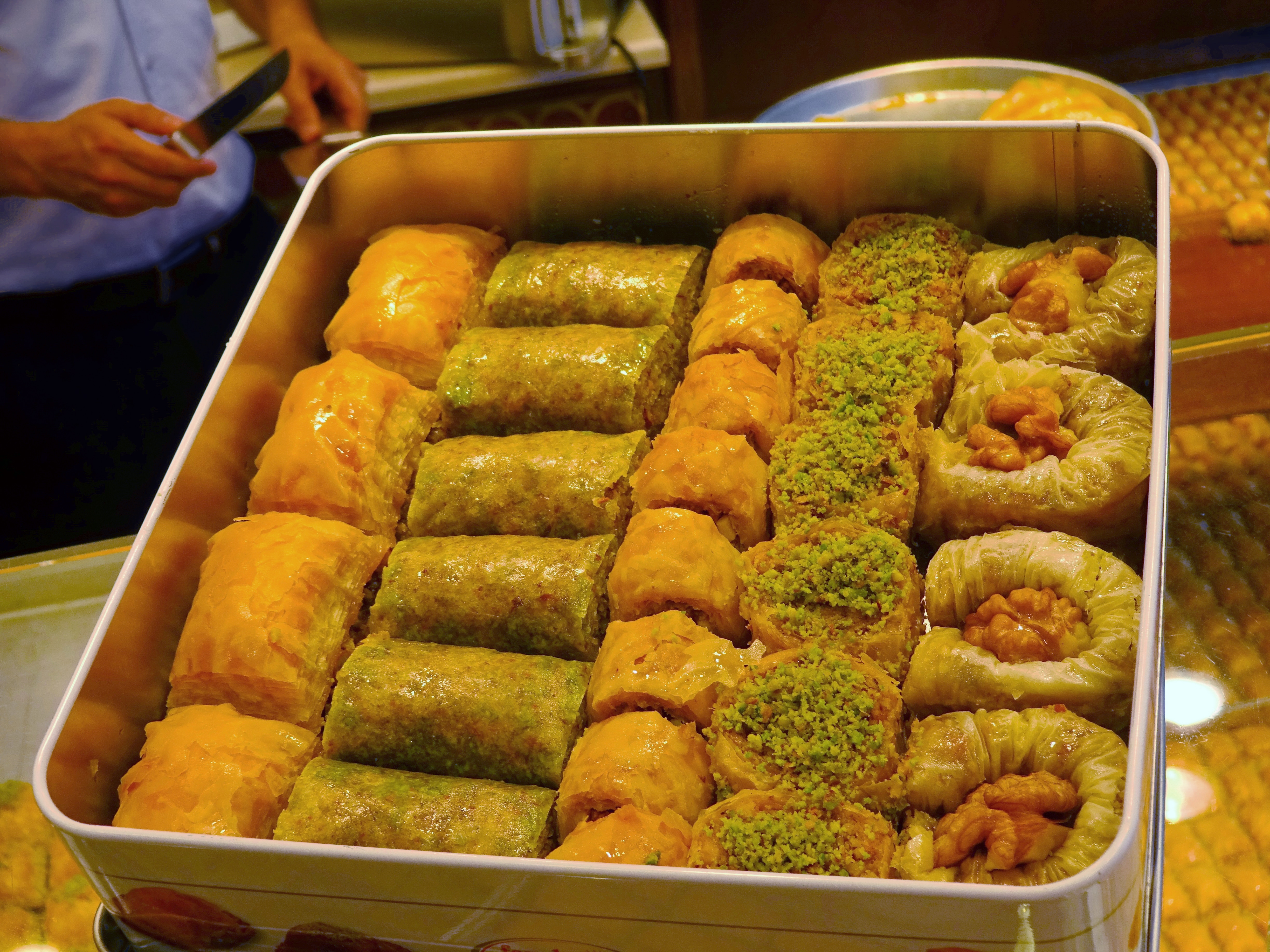
Kilka rodzajów baklawy

Baklawa (baklava) – słodki deser pochodzenia orientalnego, rozpowszechniony w Turcji i w krajach bałkańskich. Składa się z wielu (czasem z czterdziestu) cienkich płatów ciasta filo, przełożonych warstwą dowolnych orzechów i oblanych słodkim syropem. Najczęściej stosowane orzechy to pistacje.
Najstarsze zachowane pisemne wzmianki o tym specjale znajdują się w Księgach Kuchennych Pałacu Topkapi i pochodzą z 1473 roku, czyli z czasów Imperium Osmańskiego. Baklawa znana jest w kuchni tureckiej, azerskiej, perskiej, greckiej (μπακλαβάς), bułgarskiej (баклава) i innych bałkańskich.
17 listopada obchodzony jest międzynarodowy Dzień Baklawy.

## Baklawa turecka
Klasyczną turecką baklawę przygotowuje się z ciasta filo. Wyrobione z mąki, jaj, wody, niewielkiej ilości oliwy i soli ciasto pozostawia się na 10 minut przykryte wilgotną ścierką. Po tym czasie dzieli się je na porcje i rozwałkowuje na grubość 0,5 milimetra, posypując w trakcie skrobią. Połowę ciasta wykłada się w formie do pieczenia, posypuje warstwą pokruszonych lub utłuczonych pistacji i przykrywa resztą ciasta. Całość kroi się w kwadraty lub romby, polewa rozpuszczonym masłem (lub margaryną) i piecze na złoto-brązowy kolor. Kilka minut po upieczeniu ciasto należy polać ostudzonym syropem przygotowanym z wody, cukru i soku z cytryn (lub też z syropu miodowego), przykryć i pozostawić do wchłonięcia płynu.
W grudniu 2013 roku Antep Baklava – pistacjowa baklawa z Gaziantep – została pierwszym tureckim produktem zarejestrowanym przez Komisję Europejską jako chronione oznaczenie geograficzne.
Wybrane odmiany baklawy:
- Cevizli Baklava – z orzechów włoskich[3];
- Kuru Baklava („sucha baklawa”) – przygotowywana z użyciem bardzo gęstego syropu, zachowująca długi termin przydatności do spożycia[4][3];
- Bülbül Yuvası („gniazdo słowika”) – okrągłe gniazdka ze środkami wypełnionymi orzechami i polanymi syropem[3];
- Sütlü Nuriye – polana jest mlekiem zamiast syropu[3];
- Fıstık Sarma – bez ciasta filo, ruloniki wykonane z pistacji i cukru, polane syropem[3].

## Wartość odżywcza

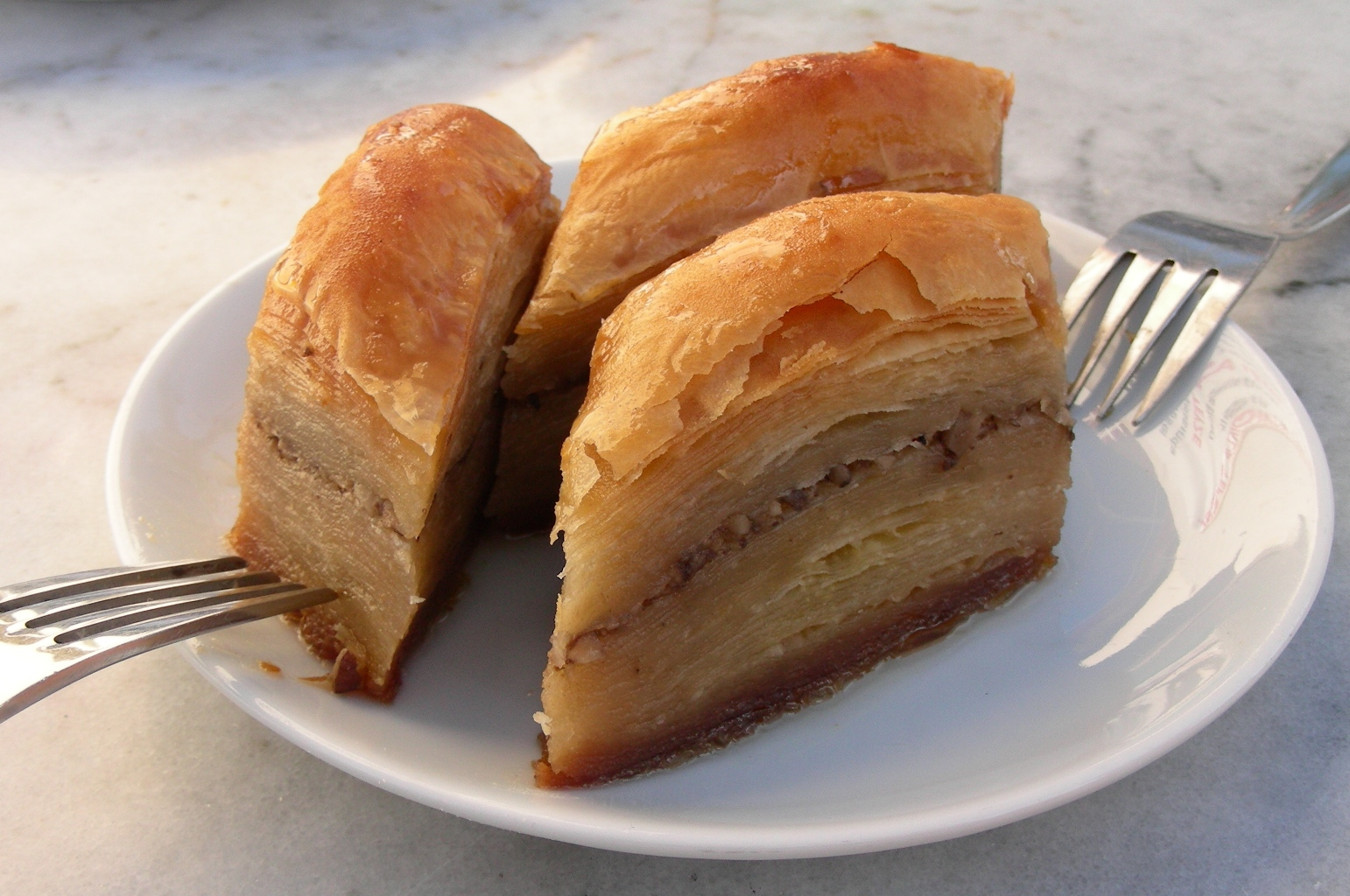
Baklawa